# Boy Tour
Boy Tour – pierwsza trasa koncertowa U2, która odbyła się na przełomie 1980 i 1981 roku. Promowała pierwszy album studyjny zespołu pt. Boy, wydany w październiku 1980 roku. 

## Przebieg trasy i odwiedzone miejsca
Trasa trwała od 6 września 1980 do 9 czerwca 1981 roku i była podzielona na pięć części. Na przemian zespół grał w Europie i Ameryce Północnej. Koncerty wypełniały piosenki z albumu Boy oraz z epki Three. W czasie trasy zespół odwiedził oba państwa Ameryki Północnej: USA i Kanadę. W Europie wystąpił w następujących krajach: Anglii, Holandii, Belgii, Szkocji, Francji, Irlandii i Szwajcarii.